# Pirates Press Records
Pirates Press Records és un segell discogràfic de música punk rock i oi! fundat l'any 2005. El segell té la seu a San Francisco, i és conegut per publicar treballs d'artistes com The 4-Skins, The Bouncing Souls, C. J. Ramone i Crim, entre d'altres. Pirate Press Records també ha publicat compilacions notables de música oi! i la sèrie de senzills «Under One Flag».

## Història
Eric Mueller va començar Pirates Press Records el 2005 amb la necessitat de publicar els treballs dels seus amics i empleats. La discogràfica és coneguda per l'edició de formats únics i originals com imitar un còctel molotov per a un àlbum. El 2010 el segell va publicar la caixa recopilatòria de Cock Sparrer. La caixa inclou els 6 àlbums d'estudi, 4 àlbums en directe, senzills, fotografies, remescles, cançons inèdites, un llibre, dos pòsters i un pin metàl·lic de sèrie limitada.
A més, el segell discogràfic va publicar un LP en directe/DVD, Back In SF, gravat el 2009 en el cinquè aniversari de Pirates Press al Great American Music Hall. El 2012, el segell i Rancid es van unir per a publicar una nova cançó anomenada «Fuck You» en una compilació titulada Oi! This Is Streetpunk Vol. 2. A continuació van decidir publicar una caixa recopilatòria pels 20 anys que contenia tots els llançaments del grup en vinil. Al 2013, la discogràfica va anunciar que copublicaria cançons de Tim Timebomb en vinil i CD.